# Reader, I Married Him
Reader, I Married Him: Stories inspired by Jane Eyre es una recopilación de historias cortas, editada en 2016 por Tracy Chevalier. El título se inspira en una cita de Jane Eyre de Charlotte Brontë: «Reader, I married him». Fue una obra de encargo para conmemorar el 200 aniversario del nacimiento de la escritora y se publicó por The Borough Press, una colección de la editorial HarperCollins.

## Autoras
Las 21 autoras de las historias son todas mujeres:
- Tracy Chevalier
- Tessa Hadley
- Sarah Hall
- Helen Dunmore
- Kirsty Gunn
- Joanna Briscoe
- Jane Gardam
- Emma Donoghue
- Susan Hill
- Francine Prose
- Elif Shafak
- Evie Wyld
- Patricia Park
- Salley Vickers
- Nadifa Mohamed
- Esther Freud
- Linda Grant
- Lionel Shriver
- Audrey Niffenegger
- Namwali Serpell
- Elizabeth McCracken